# Anopheles nuneztovari
Anopheles nuneztovari este o specie de țânțari din genul Anopheles, descrisă de Arnoldo Gabaldon în anul 1940. Conform Catalogue of Life specia Anopheles nuneztovari nu are subspecii cunoscute.